# Жељко Перушић
Жељко Перушић (Дуга Реса, 23. март 1936 — Санкт Гален, 28. септембар 2017) био је југословенски фудбалер.

## Биографија
Жељко Перушић је рођен у Дугој Реси где са 14 година почиње да игра за јуниорску селекцију, а касније и за сениоре за коју је наступао до 1956. године када прелази у загребачки Динамо. За Динамо је до 1964. године и одласка у иностранство одиграо 294 утакмице и постигао 23 поготка. Био је члан селекције Динама која је освојила првенство Југославије у сезони 1957/58, као и куп 1960. и 1963. године.
За Минхен 1860 Перушић је играо од 1965. до 1970. године и са немачким клубом је освојио првенство СР Немачке 1966. године. Потом је отишао у швајцарски Санкт Гален у којем је играо од 1970. до 1972. године и с којим је као играч – тренер ушао у прву лигу
Од 1974. до 1977. године Перушић је био у лихтенштајнском Вадуцу, где је у 41. години завршио играчку каријеру.
Перушић је наступио на Олимпијским играма 1960. године у Риму и био је члан југословенске репрезентације која је освојила златну олимпијску медаљу. Исте је године освојио и сребрну медаљу у Паризу на првом Купу нација, претечи европског првенства.
За репрезентацију Југославије одиграо је 27 утакмица. Дебитовао је у Београду 15. децембра 1959. године у квалификацијама за одлазак на Олимпијске игре против репрезентације Грчке, у утакмици у којој је Југославија славила с 4:0. Од дреса репрезентације опростио се у Софији 28. марта 1964. године, у пријатељској утакмици против репрезентације Бугарске у којој је Југославија победила с 1:0.
По завршетку играчке каријере Жељко Перушић остао је да живи у Сент Галену где је и преминуо 28. септембра 2017. године.